# Flughafen Sanaa

i7
i11
i13
Der Internationale Flughafen Sanaa (arabisch مطار صنعاء الدولي, DMG maṭār Ṣanʿāʾ ad-duwalī, IATA-Code: SAH, ICAO-Code: OYSN) ist einer von zwei internationalen Flughäfen im Jemen und Drehkreuz der jemenitischen Fluggesellschaft Yemenia. Er liegt etwa sieben Kilometer nördlich der Hauptstadt Sanaa.
Yemenia flog im September 2014 nach Frankfurt am Main, Rom und Paris. Turkish Airlines, Etihad Airways und Emirates haben ihre Flüge wegen der schlechten Sicherheitslage eingestellt.
Eine von Saudi-Arabien angeführte Militärkoalition gegen aufständische Huthis (Sturm der Entschlossenheit) machte Ende März 2015 die Landebahn unbenutzbar.

## Zwischenfälle
- Am 4. Februar 1972 brach bei einer Convair CV-340 der Saudi Arabian Airlines (Luftfahrzeugkennzeichen HZ-AAT) bei der Landung auf der Autobahn in der Nähe des Flughafens Sanaa das Fahrwerk zusammen. Das Flugzeug wurde irreparabel beschädigt. Alle Insassen überlebten.[3][4]

- Am 17. März 1982 zerlegte sich bei einem Airbus A300B4-203 der Air France (F-BVGK) während des Starts vom Flughafen Sanaa das rechte Triebwerk. Der Start wurde rechtzeitig abgebrochen. Bruchstücke drangen in den Treibstofftank ein und lösten ein Feuer aus. Das Flugzeug wurde zerstört. Alle 124 Insassen, dreizehn Besatzungsmitglieder und 111 Passagiere, überlebten den Unfall. Die Untersuchung ergab, dass die Triebwerke des Typs General Electric CF6 zum einen Konstruktionsfehler enthielten, zum anderen die Kontrollintervalle zu lange auseinander festgelegt worden waren.[5]

- Am 26. März 2015 wurde eine CASA CN-235 der Jemenitischen Luftstreitkräfte (YeAF 2211) bei einem Angriff der Saudi-arabischen Luftwaffe auf den Flughafen Sanaa zerstört. Über Personenschäden ist nichts bekannt.[6]